# Bad Salzig
De plaats Bad Salzig is een van de tien Ortsbezirken van de op de linker oever van de Rijn gelegen gemeente Boppard. Het kuuroord Bad Salzig heeft circa 2.600 inwoners. Tot 31 december 1975 was Bad Salzig een zelfstandige gemeente. De plaats maakt deel uit van de gemeente Boppard.

## Geschiedenis
Bad Salzig ligt aan een historische Romeinse weg, die langs de Rijn van Mainz over Koblenz naar Keulen voerde. In een Romeinse index uit het jaar 215 duikt een plaats met de naam Salissone op, maar het is niet geheel zeker of hiermee Bad Salzig wordt aangeduid. In 1859 werden twee 3e-eeuwse Romeinse mijlpalen uit de Rijn opgediept; ze bevinden zich in het LVR-LandesMuseum Bonn te Bonn.
De vermelde plaats Salzachu in een door koning Koenraad I opgestelde akte van schenking aan de abdij Sint-Ursula te Keulen (Bekrachtigd door aartsbisschop Herman I van Keulen in 922) wordt algemeen erkend als de eerste documentaire vermelding van Bad Salzig.
In de volgende eeuwen bleven de plaatsen rond Boppard vrij, totdat koning Hendrik VII het gebied verwierf en in 1327 overdroeg aan zijn broer, aartsbisschop Boudewijn van Trier. Aan het einde van de 15e eeuw kwam het tot een mislukte opstand van Salzig tegen het bewind van Keur-Trier.
Bad Salzig liep schade op tijdens de bezettingen in de Dertigjarige Oorlog (1618-1648), bij de inval van de troepen van Lodewijk XIV van Frankrijk in het Rijnland (1688-1689) en in de Franse tijd (1794-1814).
Na het Congres van Wenen valt de geschiedenis van Bad Salzig samen met die van de Pruisische Rijnprovincie (1822).
Belangrijk voor de ontwikkeling van Bad Salzig was de opening van het het kuurbedrijf in 1907. Sinds de 18e eeuw waren de zoute zwavelhoudende bronnen bekend, maar Theodor Hoffmann was de eerste die erin slaagde het water op te boren, nadat hij de plek in 1899 had aangekocht. Op een diepte van 449 meter lukte het na verschillende pogingen 28 °C warm thermaalwater te winnen. De toevoeging "Bad" draagt Salzig vanaf 1925. Sinds 2003 staat bij de ingang van het kuurpark een monument voor de initiatiefnemer.

## Wijn- en fruitteelt
Van oudsher werd in Salzig, net als op veel andere plaatsen aan de Midden-Rijn, wijn geproduceerd. Een inventarisatie van het keurvorstendom Trier telde in de 18e eeuw nog 400.000 wijnstokken. Er werd rode en witte wijn geproduceerd. De druifluis richtte in de 19e eeuw echter de wijnbouw in Bad Salzig te gronde en het heeft zich daarna nooit meer kunnen herstellen. Men schakelde daarna over op de fruitteelt en dan met name de kersenteelt. De bloei van de kersenbomen in het voorjaar rond het dorp is elk jaar weer een toeristische trekpleister. Langs de wandelwegen door de kersenboomgaarden zijn de verweerde muren van de wijngaarden nog altijd herkenbaar.

## Kuuroord
Als kuuroord heeft Bad Salzig enige faam verworven. Het geneeskrachtig water uit de koolzuurhoudende Leonorenbron werd gebruikt voor drinkmedicatie. De tegelijkertijd geboorde Barbarabron was 280 meter diep, maar is tegenwoordig dichtgeslibd. De noodzakelijke overheidsbescherming voor de Leonorenbron liep in 2004 af en de overheid toonde zich niet geïnteresseerd in een verlenging ervan. Nadat de bron reeds decennialang een verstopping had en er nog weinig water voor de dag kwam, liet de eigenaar, de Deutsche Rentenversicherung Rheinland-Pfalz, de bron in het jaar 2011 reinigen. Op een diepte van 217 meter werd een verstopping verwijderd. Sindsdien levert de bron weer 3000 liter per uur op (daarvoor waren het 400 liter).
De kliniek met 178 bedden voor gastro-enterologische, oncologische en psychosomatische aandoeningen schrijft tegenwoordig geen drinkmedicatie van het bronwater meer voor.
Tot het kuurcomplex behoort ook het historische badhuis met de voormalige drinkhal. Hier kan het bronwater van de Leonorenbron, dat niet meer voor therapeutische doeleinden wordt gebruikt, door bezoekers worden geprobeerd.

## Monumenten
- Aan de Weilerer Weg staat de hoog gelegen neogotische rooms-katholieke parochiekerk Sint-Egidius. Bij de kerk staat de eveneens monumentale pastorie.
- Het spoorwegstation uit 1937 gelegen aan Am Bahnhof herbergt sinds 2008 een Heimatmuseum.
- Aan de Bopparder Straße bevindt zich een kruisigingsgroep uit de 19e eeuw.